# Шаторња
Шаторња је насељено мјесто на подручју града Глине, у Банији, Република Хрватска.

## Историја
Шаторња се од распада Југославије до августа 1995. године налазила у Републици Српској Крајини.

## Становништво
На попису становништва 2011. године, Шаторња је имала 176 становника.
| Националност       | 1991.        |
| Хрвати             | 403 (92,85%) |
| Срби               | 29 (6,68%)   |
| Југословени        | 1 (0,23%)    |
| остали и непознато | 1 (0,23%)    |
| Укупно             | 434          |

| Демографија | Демографија | Демографија |
| Година      | Становника  | Становника  |
| ----------- | ----------- | ----------- |
| 1961.       | 724         |             |
| 1971.       | 658         |             |
| 1981.       | 529         |             |
| 1991.       | 434         |             |
| 2001.       | 272         |             |
| 2011.       |             | 176         |

## Попис 1991.
На попису становништва 1991. године, насељено место Шаторња је имало 434 становника, следећег националног састава:
| Попис 1991.‍ | Попис 1991.‍ | Попис 1991.‍ | Попис 1991.‍ | Попис 1991.‍ |
| ----------- | ----------- | ----------- | ----------- | ----------- |
|             |             |             |             |             |
| Хрвати      | Хрвати      |             | 403         | 92,85%      |
| Срби        | Срби        |             | 29          | 6,68%       |
| Југословени | Југословени |             | 1           | 0,23%       |
| Муслимани   | Муслимани   |             | 1           | 0,23%       |
| укупно: 434 |             |             |             |             |